# Tomás Lago
Tomás Lago Pinto (Chillán, 22 de septiembre de 1903-Santiago, 2 de abril de 1975) fue un poeta, investigador y gestor cultural chileno. Fue pionero en la protección y difusión del patrimonio cultural en su país, es conocido como el «profeta del arte popular chileno», según palabras de Nicanor Parra.

## Biografía
Nació en Chillán, donde cursó sus estudios primarios y secundarios en la Escuela Normal de Chillán. En esa ciudad participó de diversas iniciativas de índole artística y literaria, como la revista estudiantil Ratos Ilustrados, publicación a través de la cual trabó amistad con un igualmente joven Pablo Neruda. Sus inquietudes intelectuales fueron cuajando al fragor de estas actividades, que dieron fruto a su primera creación literaria: el libro de prosa poética Anillos, escrito en conjunto con el vate parralino y publicado en 1926.
Establecido en Santiago, cursó estudios en la Facultad de Derecho de la Universidad de Chile, carrera que, sin embargo, no completó. Activo y versátil, se dedicó a la escritura y la crítica literaria, colaborando con artículos para varias publicaciones periódicas y llegando a editar trece libros de su autoría, entre novelas, cuentos, ensayos y biografías. Entre estos últimos destacan sus trabajos sobre pintura chilena, una obra póstuma sobre la viajera inglesa María Graham y el libro Vicuña Mackenna en California (1939), sobre el político, historiador, polígrafo y filántropo Benjamín Vicuña Mackenna, personaje por quien Lago sentía especial admiración y que inspiró, en buena medida, la principal empresa intelectual que abrazó a lo largo de su vida: el reconocimiento público de la cultura popular como fuente de saber, identidad y desarrollo social.
En este afán, llevó a cabo una serie de iniciativas orientadas a crear conciencia —particularmente en la élite política e intelectual, pero también entre la población general— del valor patrimonial de la artesanía tradicional. El primer paso que dio Lago en esta senda fue la organización, en 1935, de la I Exposición de Arte Popular en el Museo de Bellas Artes de Santiago. El éxito de esta aventura dio pie a la realización, tres años más tarde, de una segunda versión y se convirtió en el espaldarazo decisivo para que en 1939 una muestra de artesanía chilena viajara hasta Nueva York. En 1943 se realizó una tercera versión del evento, esta vez incorporando trabajos de artesanos de toda Hispanoamérica. Las piezas donadas para la ocasión constituyeron el acervo que sirvió de base para la fundación del Museo de Arte Popular Americano (MAPA), primero en su género en toda América Latina, del cual Tomás Lago, sería su director por veinte años.
En forma paralela, Lago había comenzado ya a recoger información acerca del origen, la historia y los cultores de los oficios tradicionales, poniendo de manifiesto con ello que se trataba de un arte digno de convertirse en objeto de estudio académico. Sus investigaciones inauguraron una veta hasta entonces inexplorada en los centros universitarios: creó cátedras dedicadas al tema, organizó encuentros de especialistas y publicó el libro Arte popular chileno (1971), obra de divulgación que cuenta ya con cinco ediciones. Junto con su ensayo El huaso (1953), que aborda las costumbres campesinas desde una perspectiva histórica y antropológica, este título se convirtió en una obra de referencia obligada para el conocimiento de la cultura tradicional chilena.

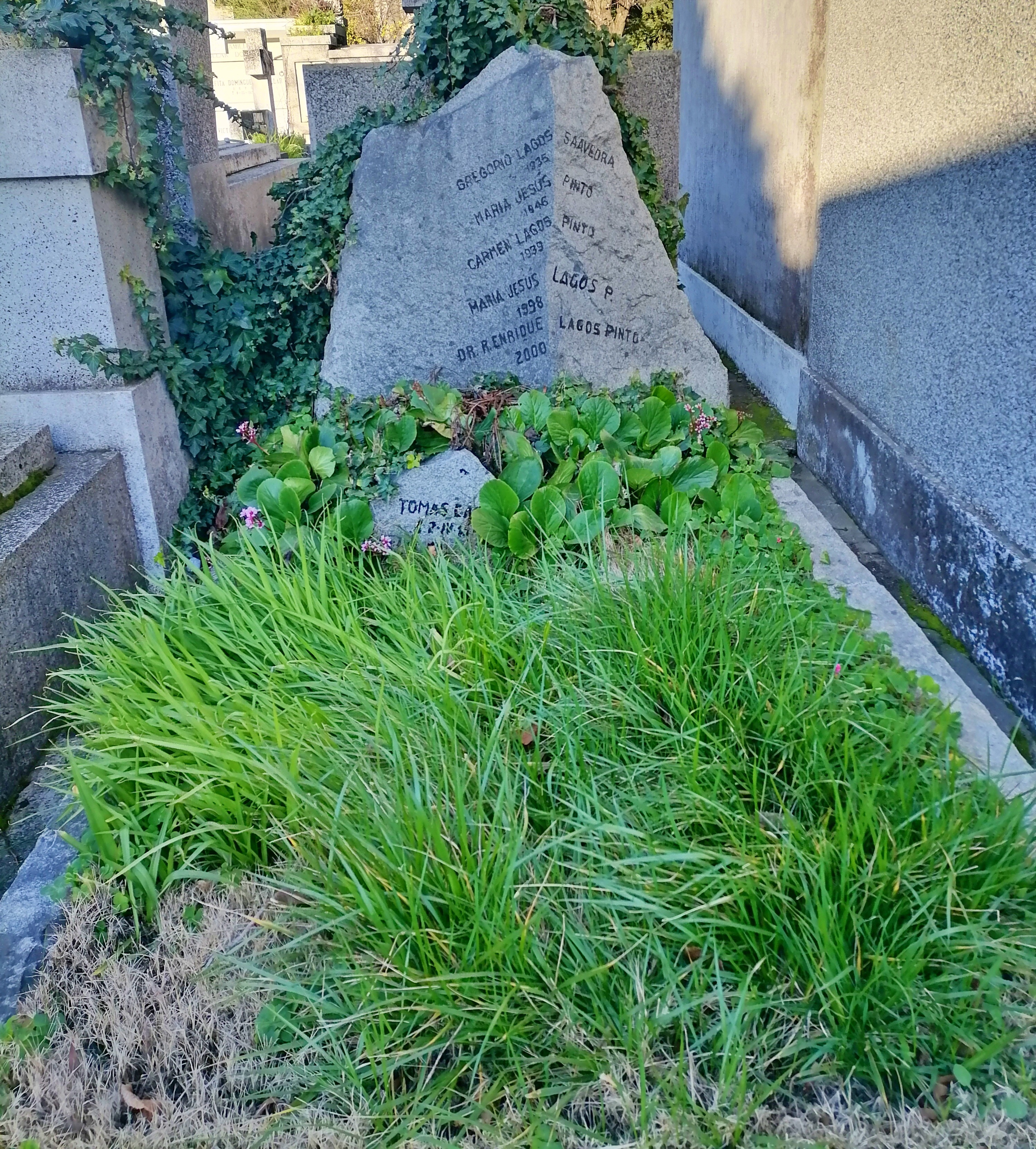
Tumba de Tomás Lago y su familia

Sus esfuerzos por promover la cultura nacional dieron vida a otras importantes iniciativas: creó y dirigió la Revista de Educación (1928), órgano del ministerio del ramo; fue miembro fundador de la Sociedad de Escritores de Chile (1932) y de la Alianza de Intelectuales de Chile; organizó la primera «Gran Feria del Libro de Santiago» (1938) e impulsó la instauración del Premio Nacional de Literatura, oficializado en 1942. Si bien fue en el ámbito del arte popular donde dejó la más profunda huella, las reflexiones de Tomás Lago acerca de la cultura local desbordan ese campo y exploran problemáticas tan adelantadas a su época como el turismo y la propiedad intelectual.
Tal como lo dispuso antes de morir, sus restos descansan en el Cementerio Municipal de Chillán, ciudad que nunca se cansó de evocar, como horizonte entrañable de sus fantasías de juventud y fuente del ser criollo.

## Obras
- Anillos[3] (1926), junto con Pablo Neruda
- La mano de Sebastían Gaínza[3] (1926)
- Cruz de mayo en el sur[3] (1926)
- El pescador arbitrario[3] (1928)
- Puerto Escala[3] (1931)
- Honorable childerico (1933) en libro «El niño chileno»
- Los derechos de autor y el porvenir del libro chileno (1934)
- De Balzac a Marcel Proust, tres amantes desarmados (ensayo, 1935)
- Ocho nuevos poetas chilenos (prefacio, 1939)
- Vicuña Mackenna en California[3] (1939)
- El romanticismo en 1842 (1942)
- Tres poetas chilenos[3] (ensayo, 1942)
- Morfología del huaso chileno[3] (tesis, 1952)
- El huaso[3][nota 1] (1953)
- Cerámica de Quinchamalí[3] (1958)
- Arte popular americano[3] (1959)
- Rugendas, pintor romántico de Chile[3] (1960)
- Artesanía clásicas chinas[3] (1963)
- Arte popular chileno[3] (1971)
- De María Dundas a María Graham[3] (1998, póstumo)
- Ojos y oídos: Cerca de Neruda (1999, póstumo)
- La viajera ilustrada: vida de María Graham (2000, póstumo)